# Batalha de Candaar (2001)
A Batalha de Candaar ou Queda de Candaar ocorreu em 2001 durante a Guerra do Afeganistão. Após a queda de Mazar-i-Sharif, Cabul e Herat, Candaar era a última grande cidade sob o controle do Talibã. Candaar foi onde o movimento Talibã se originou e onde sua base de poder estava localizada, por isso, assumiu-se que a captura de Candaar seria difícil. A cidade caiu após várias semanas de combates para uma força miliciana local sob os comandantes militares pastós e seus conselheiros estadunidenses. A queda de Candaar marcou o fim do controle organizado do Talibã no Afeganistão. 